# PSV Eindhoven
PSV je nizozemski nogometni klub iz grada Eindhovena. Uz Ajax i Feyenoord jedan je od tri nizozemska kluba koji je osvojio neki europski kup. Osvojili su UEFA Liga prvaka 1988. i Kup UEFA 1978. godine. Trenutačno se natječe u Eredivisieu, najvišem rangu nizozemskog nogometa.

## Klupski uspjesi

### Domaći uspjesi
Nizozemski nogometni savez je PSV-ovoj nogometnoj akademiji za mladež u 2007. dodijelio nagradu Rinus Michels za akademiju godine.
- Nizozemsko prvenstvo: 
  - Prvak (25): 1928./29., 1934./35., 1950./51., 1962./63., 1974./75., 1975./76., 1977./78., 1985./86., 1986./87., 1987./88., 1988./89., 1990./91., 1991./92., 1996./97., 1999./00., 2000./01., 2002./03., 2004./05., 2005./06., 2006./07., 2007./08., 2014./15., 2015./16., 2017./18., 2023./24.
  - Doprvak (16): 1961./62., 1963./64., 1981./82., 1983./84., 1984./85., 1989./90., 1992./93., 1995./96., 1997./98., 2001./02., 2003./04., 2005./06., 2006./07., 2007./08., 2014./15., 2015./16., 2017./18.

- Nizozemski kup: 
  - Osvajač (11): 1949./50., 1973./74., 1975./76., 1987./88., 1988./89., 1989./90., 1995./96., 2004./05.. 2011./12., 2021./22., 2022./23.
  - Finalist (8): 1932., 1939., 1969., 1970., 1998., 2001., 2013.

- Nizozemski superkup: 
  - Osvajač (13): 1991./92., 1995./96., 1996./97., 1997./98., 1999./00., 2000./01., 2002./03., 2007./08., 2011./12., 2014./15., 2015./16., 2020./21., 2021./22.

### Europski uspjesi
Kup UEFA:
- Prvak  (1) 1977./78.

UEFA Liga prvaka:
- Prvak  (1): 1987./88.

Peace Cup:
- Prvak (1): 2003.

## Poznati treneri
- Guus Hiddink
- Ronald Koeman

## Poznati igrači
Službena stranica poznatih igrača PSV-a   Arhivirana inačica izvorne stranice od 21. srpnja 2006. (Wayback Machine):
- Coen Dillen (1955. – 1961.)
- Willy van der Kuijlen (1964. – 1982.)
- Jan van Beveren (1970. – 1980.)
- René van de Kerkhof (1973. – 1983.)
- Willy van de Kerkhof (1973. – 1988.)
- Hans van Breukelen (1984. – 1994.)
- Ruud Gullit (1985. – 1987.)
- Gerald Vanenburg (1986. – 1993.)
- Arthur Numan (1992. – 1998.)
- Wim Jonk (1995. – 1998.)
- Željko Petrović (1996. – 1997.)
- Jaap Stam (1996. – 1998.)
- Arnold Bruggink (1997. – 2003.)
- Ruud van Nistelrooy (van Nistelrooij) (1998. – 2001.)
- Arjen Robben (2002. – 2004.)
- Eric Gerets (1985. – 1992.)
- Luc Nilis (1994. – 2000.)
- Romário (1988. – 1993.)
- Ronaldo (1994. – 1996.)
- Jan Heintze (1982. – 1995.), (1999. – 2003.)
- Johann Vogel (1999. – 2005.)
- Kevin Hofland (2000. – 2004.)
- Mateja Kežman (2000. – 2004.)
- Ralf Edström (1973. – 1977.)
- Phillip Cocu (1995. – 1998.), (2004. – 2007.)
- Mark van Bommel (1999. – 2005.)
- Arjen Robben (2002. – 2004.)
- Heurelho Gomes (2004. – 2008.)
- Alex (2004. – 2007.)
- Wilfred Bouma (1994. – 2005.)
- André Ooijer (1997. – 2006.), (2009. – 2010)
- Ivica Kralj (1999. – 2002.)
- Otman Bakkal (2003. – 2012.)
- Jefferson Farfán (2004. – 2008.)
- DaMarcus Beasley (2004. – 2007.)
- Balázs Dzsudzsák (2008. – 2011.)
- Ibrahim Afellay (2004. – 2011.)
- Danko Lazović (2007. – 2010.)
- Ola Toivonen (2019. – 2014.)
- Danny Koevermans (2007. – 2011.)
- Gilles De Bilde (1997. – 1999.)
- Jan Vennegoor of Hesselink (2001. – 2006.)
- Park Ji-sung (2003. – 2005.)
- Dries Mertens (2011. – 2013.)
- Andreas Isaksson (2008. – 2012.)
- Jeremain Lens (2010. – 2013.)
- Slobodan Rajković (2007. – 2008.)
- Jagoš Vuković (2009. – 2013.)
- Bryan Ruiz (2014.)

## Vanjske poveznice
- Službene stranice na engleskom  Arhivirana inačica izvorne stranice od 21. srpnja 2009. (Wayback Machine)
- Službene stranice na nizozemskom
- Službene stranice na kineskom  Arhivirana inačica izvorne stranice od 8. kolovoza 2006. (Wayback Machine)
- Najzadnje vijesti o PSV-u  Arhivirana inačica izvorne stranice od 14. listopada 2006. (Wayback Machine)
- PSV Eindhoven članci na Yanks Abroad  Arhivirana inačica izvorne stranice od 17. srpnja 2007. (Wayback Machine)